# Diocèse de Garissa
Le diocèse de Garissa (en latin : Dioecesis Garissaënsis) est un diocèse catholique du Kenya, suffragant de l'archidiocèse de Mombasa.

## Territoire
Le diocèse comprend la province nord-orientale et les districts de Tana river et de Lamu de la province de la Côte. Son siège épiscopal est la cathédrale Notre-Dame de la Consolation, à Garissa. Le territoire est subdivisé en 6 paroisses.

## Histoire
La préfecture apostolique de Garissa est érigée le 9 décembre 1976 par la bulle Sacrosancta Christi du pape Paul VI, à partir de territoire de l'archidiocèse de Mombasa et du diocèse de Meru.
Le 3 février 1984, la préfecture apostolique est érigée comme diocèse par la bulle Quandoquidem du pape Jean-Paul II. Il était originellement suffragant de l'archidiocèse de Nairobi.
Le 21 mai 1990, il devient suffragant de l'archidiocèse de Mombasa.
Le 2 juin 2000, il cède une partie de son territoire pour l'érection du diocèse de Malindi.
Le diocèse, comme le reste de la région, est régulièrement la cible du mouvement terroriste Al-Shabbaab,,,,.

## Chronologie des évêques

### Préfet apostolique
- 9 décembre 1976-3 février 1984 : Leo White, OFM. Cap

### Évêques
- 3 février 1984-8 décembre 2015 : Paul Darmanin, OFM. Cap
- depuis le 8 décembre 2015 : Joseph Alessandro, OFM. Cap

## Statistiques
| année | baptisés | population totale | pourcentage | prêtres (total) | dont séculiers | dont réguliers | catholiques par prêtre | diacres | religieux | religieuses | paroisses |
| ----- | -------- | ----------------- | ----------- | --------------- | -------------- | -------------- | ---------------------- | ------- | --------- | ----------- | --------- |
| 1980  | 7 500    | 360 000           | 2,1         | 17              | 1              | 16             | 441                    | 1       | 18        | 11          | 7         |
| 1990  | 17 600   | 534 000           | 3,3         | 14              | 1              | 13             | 1.257                  |         | 16        | 23          | 10        |
| 1999  | 24 000   | 600 000           | 4,0         | 24              | 3              | 21             | 1.000                  |         | 29        | 22          | 11        |
| 2000  | 9 000    | 961 000           | 0,9         | 11              | 2              | 9              | 818                    |         | 17        | 11          | 6         |
| 2001  | 7 000    | 700 000           | 1,0         | 8               |                | 8              | 875                    |         | 13        | 15          | 5         |
| 2002  | 7 000    | 700 000           | 1,0         | 11              | 2              | 9              | 636                    |         | 12        | 15          | 5         |
| 2003  | 7 000    | 700 000           | 1,0         | 12              | 2              | 10             | 583                    |         | 13        | 15          | 5         |
| 2004  | 7 000    | 700 000           | 1,0         | 10              | 2              | 8              | 700                    |         | 10        | 15          | 5         |
| 2006  | 6 690    | 729 000           | 0,9         | 14              | 5              | 9              | 477                    |         | 11        | 13          | 6         |
| 2013  | 9 000    | 886 000           | 1,0         | 17              | 7              | 10             | 529                    |         | 12        | 17          | 6         |
| 2016  | 9 000    | 948 000           | 0,9         | 14              | 6              | 8              | 642                    |         | 6         | 14          | 6         |